# Norfolk Tides
Norfolk Tides – amerykańska drużyna baseballowa mająca swoją siedzibę w Norfolk w stanie Wirginia. Od 2007 roku jest klubem farmerskim drużyny Baltimore Orioles.
W latach 1969–2006 byli klubem farmerskim New York Mets, na przestrzeni lat 1968-1968 rozgrywali swoje mecze jako klub farmerski drużyn Philadelphia Phillies, Chicago White Sox, St. Louis Cardinals i Kansas City A's.